# Lesíček
Lesíček este o comună slovacă, aflată în districtul Prešov din regiunea Prešov. Localitatea se află la altitudinea de 523 m deasupra n.m., se întinde pe o suprafață de 6,72 km2 și în 2017 număra 415 locuitori.

## Istoric
Localitatea Lesíček este atestată documentar din 1402.

## Demografie
| An:                | 1994 | 2004    | 2014    | 2024    |
| ------------------ | ---- | ------- | ------- | ------- |
| Număr de persoane: | 259  | 295     | 375     | 449     |
| Diferență:         |      | +13,89% | +27,11% | +19,73% |

| An:                | 2023 | 2024   |
| ------------------ | ---- | ------ |
| Număr de persoane: | 443  | 449    |
| Diferență:         |      | +1,35% |